# 1980年夏季奥林匹克运动会埃塞俄比亚代表团
1980年夏季奥林匹克运动会埃塞俄比亚代表团是埃塞俄比亚派出的1980年夏季奥林匹克运动会代表团。